# Roko

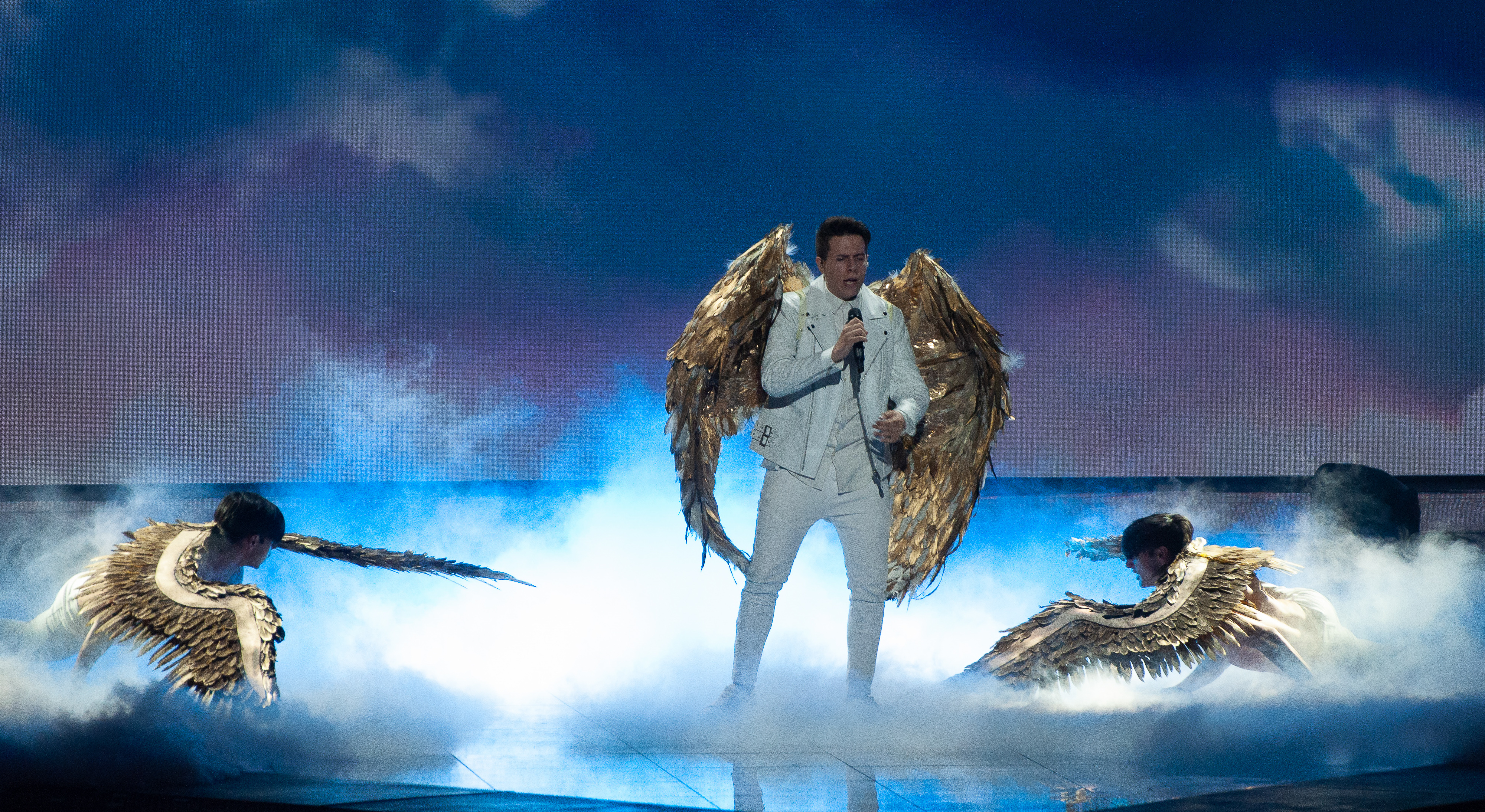
Roko (2019)

Roko Blažević (nascido em 10 de março de 2000), também conhecido como Roko , é um cantor pop da croata.  Ele representou a Croácia no Eurovision Song Contest 2019 , tendo vencido o Dora 2019 .

## Vida pregressa
Ele nasceu em Split , na Croácia, em 2000, para ser mãe de Marija Saratlija-Blažević, que é cantora .  Seu pai Tonći Blažević também é um cantor, do gênero klapa .  Seu irmão toca violão .

### Carreira
Em julho de 2017, Blažević venceu o reality show sérvio Pinkove Zvezdice , bem como em dezembro de 2018, quando ganhou o segundo lugar no reality show croata, " Zvijezde ".  Em 16 de fevereiro de 2019, Blažević venceu Dora 2019 com a música " The Dream ".  Seu mentor é um famoso cantor croata, Jacques Houdek .  Muitas pessoas nomearam Roko "Croata Michael Bublé " (Bublé é um cantor canadense de ascendência croata).  Blažević também toca na sua banda de música com Rando e Luka, filhos dos cantores croatas Zlatan Stipišić Gibonni e Tomislav Mrduljaš .